# Budapesti Történeti Múzeum
A Budapesti Történeti Múzeum Budapest egyik legjelentősebb múzeuma, a főváros történetének dokumentumait, tárgyi emlékeit gyűjti. Önkormányzati intézmény, de hivatalos besorolása szerint országos múzeum. Központja Budapesten az I., Szent György tér 2. szám alatt van.

## Részei
A következő egységek tartoznak hozzá:
- Aquincumi Múzeum
- Vármúzeum
- Kiscelli Múzeum
- Budapest Galéria

Kiállítóhelyei:
- Fürdőmúzeum
- Hercules-villa
- Középkori Zsidó Imaház
- Varga Imre Gyűjtemény

## Történeti áttekintés
A Budapesti Történeti Múzeum részlegei a főváros különböző helyein működnek. A (római) régészeti, a középkori és az újkori (várostörténeti és képzőművészeti) gyűjteménycsoport kialakulása nagyjából egy időben, a 19. század utolsó negyedében kezdődött, de az első időkben egymástól függetlenül fejlődtek.

### Római kori gyűjtemények
Aquincumban a római kori emlékek rendszeres feltárását 1887-ben kezdték meg. A folyamatosan előkerülő gazdag leletanyag bemutatására 1894-ben, az egykori római polgárváros területén emelt új épületben megnyílt az Aquincumi Múzeum. Ez volt a főváros első saját alapítású múzeuma. Igazgatójának a feltárások vezetőjét, Kuzsinszky Bálintot nevezték ki, aki 1937-ig irányította a múzeum munkáját.

### Újkori gyűjtemények
A várostörténeti múzeumok alapításának gondolatát először Rómer Flóris vetette fel az 1860-as években. Miután egy Magyarországon élő mérnök, műgyűjtő, Enea Lanfranconi a fővárosnak adományozta budapesti városképeinek gyűjteményét, a fővárosi közgyűlés 1887-ben 
határozatot hozott egy fővárosi múzeum létesítéséről. Bár a meglévő gyűjtemények anyagának egy részét már az 1885. évi országos kiállításon (a Városligetben), majd az 1896. évi millenniumi kiállításon is bemutatták, a Fővárosi Múzeum csak húsz évvel az első határozat után, 1907-ben alakult meg. A városligeti kiállítási épületben, (a mai Olaf Palme sétányon) megnyílt állandó kiállítás fényképei a Kiscelli Múzeumban láthatók. A várostörténeti vonatkozású képek, tárgyi emlékek mellett a képzőművészeti alkotások is a múzeum gyűjteményébe kerültek.
- A régészetet és a Fővárosi Múzeumot 1899-ben (későbbi neve: Székesfővárosi Múzeum) összevonták, az intézmény igazgatójának Kuzsinszky Bálintot nevezték ki. A megalakulást követő években a várostörténeti részleg anyaga (fényképek, metszetek, térképek, tervrajzok, ipartörténeti és kulturális emléktárgyak ) gyorsan bővült. 1935-ben végrendelettel a főváros tulajdonába került a kiscelli Schmidt-kastély, és a következő évtől ide költöztették át a városligeti gyűjteményeket. Ez az anyag képezi a Kiscelli Múzeum újkori várostörténeti gyűjteményeinek alapját.
- 1928-ban a főváros megvásárolta a Károlyi-palota épületét, ahol a meglévő műtárgyakból és újonnan szerzett gyűjteményekből 1933-ban megnyílt a Fővárosi Képtár. Az 1950-es évek elején azonban a Képtárat megcsonkították: a történeti vonatkozású műtárgyak a várostörténeti részleghez kerültek, a képzőművészeti anyag egy részét a Szépművészeti Múzeumhoz tartozó Országos Képtárnak, majd onnan az 1957-ben alapított Magyar Nemzeti Galériának adták át. A megmaradt képzőművészeti anyagot a Kiscelli Múzeum épületében helyezték el: kezdetben Fővárosi Képzőművészeti Gyűjtemény néven az Újkori Osztályhoz tartozott, 1973-ban önálló képzőművészeti osztály lett, majd 1989-ben ismét felvette a Fővárosi Képtár nevet.

### Középkori gyűjtemények

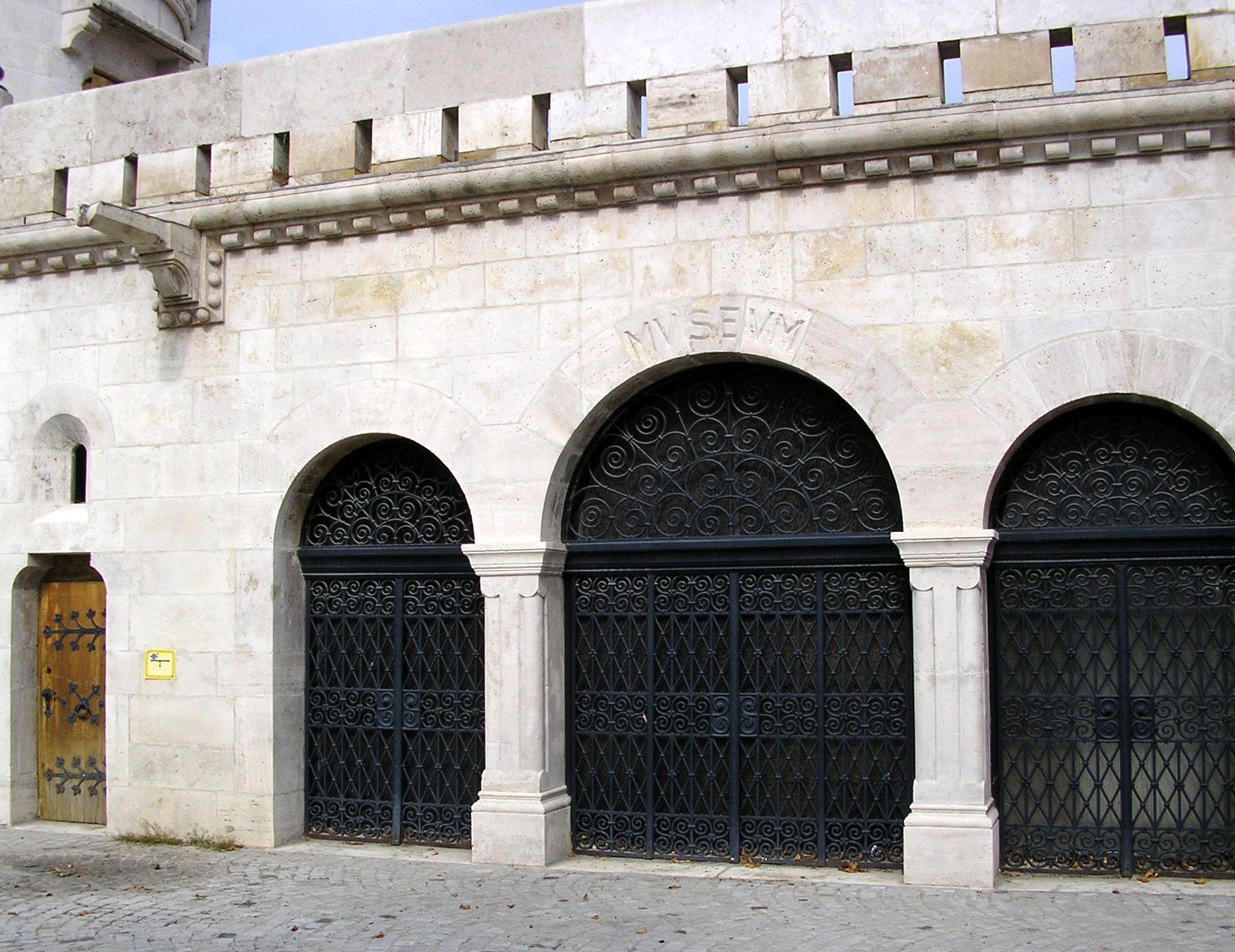
Az egykori Középkori Kőemléktár bejárata a Halászbástyán

A középkori emlékek rendszeres gyűjtését is 1887-ben kezdték el, de az önálló középkori részleg csak 1922-ben alakult meg. A Budavári Palota, a Mátyás-templom, a koronaőri laktanya, a domonkos szerzetesek Szent Miklós-templomának feltárása során értékes középkori leletek, szobor- és épülettöredékek kerültek elő. Ezek és a Halászbástya nagy saroktornyában már korábban elhelyezett darabok képezték a középkori gyűjtemény alapját. 1932-ben Középkori Kőemléktár néven állandó kiállítás nyílt a Halászbástyán, mely a háború alatt is látogatható volt. 1945-ben a Kőtárat a középkori osztályhoz csatolták és elkezdték a teljes középkori anyag átköltöztetését a Szentháromság téren álló egykori budai városháza épületébe, melyet nem sokkal később Vármúzeumnak neveztek el. Ezt a részleget és az igazgatóságot 1967-ben átköltöztették a helyreállított Budavári Palotába, ahol a középkori várpalota feltárt maradványait is bemutató állandó kiállítás nyílt. Az egész intézményt ekkor kezdték Budapesti Történeti Múzeumnak nevezni.

## A mai intézmény
A Budapesti Történeti Múzeum központja a Budavári Palota „E” épületében van, osztályai, szakmai intézményei a főváros különböző pontjain találhatók.
- Aquincumi Múzeum (III. Szentendrei út 139. és Záhony u. 3.) Ókortörténeti Osztály, Ős- és Népvándorláskori Osztály.
- Vármúzeum (I. Szent György tér 2., Budavári Palota „E” épület) Középkori Osztály.
- Kiscelli Múzeum (III. Kiscelli u. 108.) Újkori Osztály, Fővárosi Képtár.
- Budapest Galéria (Új Budapest Galéria - Bálna, Varga Imre Gyűjtemény)

Az intézmény további fontos részei többek között:
- A szintén három helyen működő, de egységesített Szakkönyvtár.
- A Régészeti Adattár két részlege: a régészeti gyűjtemény (az őskortól 1686-ig) és az intézmény történetére vonatkozó dokumentumok gyűjteménye.
- A főváros több pontján működő kiállítóhelyek.